# Пегастокљуни тукан
Пегастокљуни тукан (лат. Selenidera maculirostris) јужноамеричка је врста птице из породице Ramphastidae. Пегастокљуни тукан тукан је првобитно описан као припадник рода Pteroglossus. Живи у Атлантским шумама у југоисточном Бразилу, источном Парагвају и у североисточној Аргентини, у провинцији Мисионес.
Дужина одрасле јединке пегастокљуног тукана је око 35 цм и маса између 140 и 200 грама.